# Simon de Passe

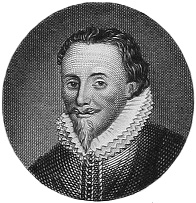
Simon de Passe

Simon de Passe, auch: van de Pas, Paß (* um 1595; † 6. Mai 1647 in Kopenhagen, Dänemark) war ein Kupferstecher und Medailleur spezialisiert auf Porträts.

## Leben und Wirken
Simon van de Passe war der zweite Sohn von Crispin de Passe dem Älteren, von dem er ausgebildet wurde, sowie Bruder von Crispin dem Jüngeren, Willem und Magdalena. Bis 1616 arbeitete er bei seinem Vater in Utrecht. Seine ersten Drucke datieren um 1612. Es handelte sich um zwei Platten in der Hollstein Serie 231ad und 232ad, veröffentlicht von seinem Vater in Utrecht. Von 1615 bis 1622 hielt er sich in London auf und erstellte für den Verleger Compton Holland Standesporträts. Ab 1617 ließ er seine Platten bei Sudbury & Humble verlegen.
Franken vermutet, dass er während des Besuchs bei seinem Bruder Crispin de Passe dem Jüngeren ein Blatt für die Manège Royal stach. 
Seit 1624 lebte Simon in Kopenhagen, wo er ab 1631 zum königlichen Kupferstecher von Christian IV. von Dänemark und Norwegen ernannt wurde. In Dänemark erstellte er eine Reihe von 84 Platten über die Geschichte des Landes, die so genannte Die Kronberg Reihe.
Simon war ein Experte im Porträtstich und der Pionier eines neuen Typs von Ohrenrahmen. Er entwickelte um 1615/18 eine Methode der Serienanfertigung der gravierten Ovalporträts. Diese waren nicht für den Druck bestimmt und wurden stattdessen wie Medaillen verwendet.

## Signatur
Simon de Pas‘ Signatur lautet: S.Paß sculp.

## Werke (Auswahl)

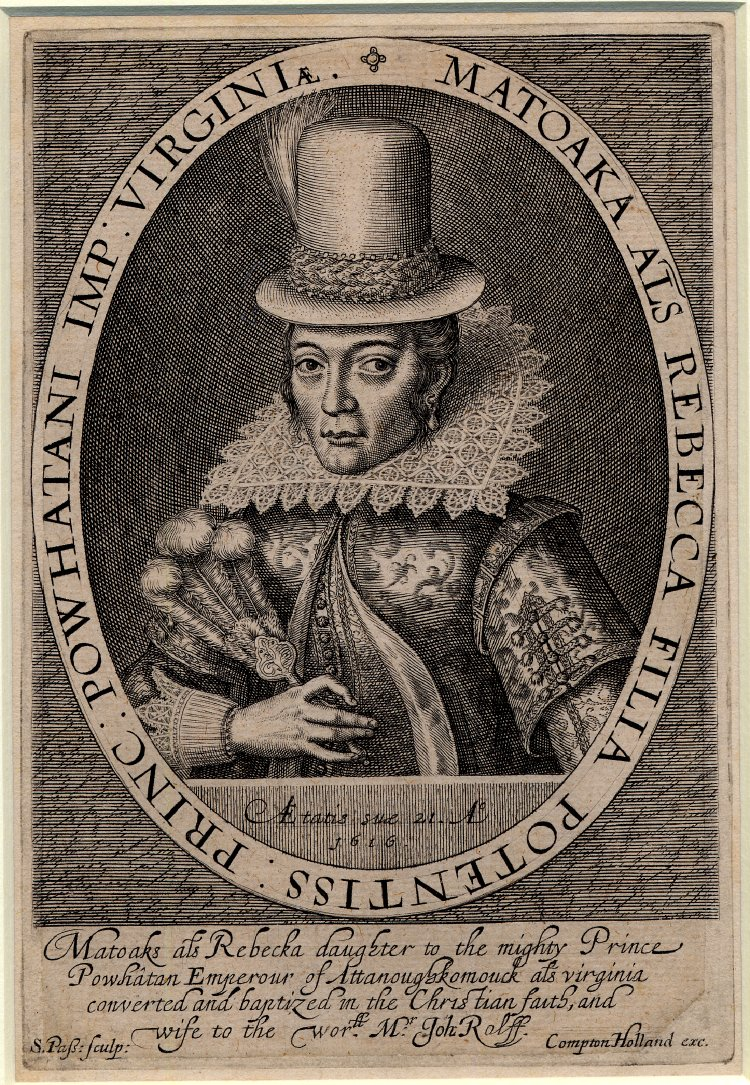
Pocohantas, British Museum

- 1612 Henry Frederick Prince of Wales, in London angefertigt; Hollstein, Nr. 61.
- 1614 Porträt von Hendrick Goltzius, Hollstein, Nr. 57.
- 1616 König Charles I.
- 1616 Francis Bacon
- 1616 Pocohantas (1595–1617), 170 × 117 mm, Oval, Sign.: S.Paß sculp., Die Umschrift Lautet: MATOAKA ALS REBECCA FILIA POTENTISS: PRINC: POWHATANI IMP: VIRGINIÆ. Im Oval steht unten: Ætatis suæ 21. Ao / 1616., Britisches Museum.
- Sir Walter Raleigh, Seite aus Walter Raleigh: Historie of World. Weltgeschichte in 5 Büchern.
- Captain John Smith (1580–1630), Umschrift: THE PORTRAICTUER OF CAPTAYNE IOHN SMITH ADMIRAL OF NEW ENGLAND, Inschrift: AF, ta 37 A°1616 * Karte der Küste von Neu England beschrieben von Captain Smith
- Reiterporträt Anne von Dänemark
- 1618 Stiche für Henry Holland’s Baziliologia
- 1619 Folge der Kurfürsten zu Pferd, Niederlanden
- 1623 Antoine de Pluvinel Hollstein, Nr. 105.
- 1637 Christian Matthias Simon sc.
- 1641 Abbildung eines der Goldhörner von Gallehus, in Olaus Wormius’ De aureo cornu